# 仕掛人・藤枝梅安
『仕掛人・藤枝梅安』（しかけにん ふじえだばいあん）は、池波正太郎の娯楽時代小説シリーズ。鍼医者・藤枝梅安の、暗殺稼業「仕掛人」としての活躍を描く。『小説現代』で1972年（昭和47年）から1990年（平成2年）の間に発表した全20篇の連作時代小説であり、『鬼平犯科帳』『剣客商売』と並ぶ著者の代表作である。テレビドラマ化や漫画化もされており、必殺シリーズの翻案元としても知られる。
連載中に池波が死去して未完に終わった『梅安冬時雨』が最終巻となった。

## 概要
1972年（昭和47年）『小説現代』3月号に掲載された『おんなごろし』から、1990年（平成2年）『小説現代』4月号で作者の死去によって中断するまで連載された連作娯楽時代小説シリーズである。
「仕掛人」と呼ばれる江戸時代の暗殺者の活躍を描くものであるが、この「仕掛人」を主題に据えた作品自体は1971年（昭和46年）に『小説新潮』11月号で発表された短編『殺しの掟』が初出である。後述する『必殺仕掛人』との並行もあって、『殺しの掟』を下敷きに江戸は品川台町に居を構える鍼医者・藤枝梅安を主人公として連載を始めたのが本作である。

## 内容
江戸は品川台町で評判の診療所を開き、貴賎の別なく治療を施す鍼医者の藤枝梅安は、裏稼業として金で殺しを請け負う仕掛人でもあった。梅安は蔓（依頼者より殺しを請け負い仲介する者のこと）より殺しの依頼を受けると、表稼業の道具でもある鍼を武器に、何の痕跡もなく標的を暗殺していく。

## 登場人物
藤枝梅安
主人公。腕の良い鍼医者で、凄腕の仕掛人。
彦次郎
梅安の親友兼相棒。腕の立つ楊枝職人で仕掛人。
小杉十五郎
若い剣客。ある一件で梅安や彦次郎と知己の仲となる。

### 仕掛人の設定
本作では仲介者を経て金の受け渡しをする殺人請負のシステムを「仕掛け」と呼び、それを実行する殺し屋を「仕掛人」と呼ぶ。
依頼は必ず蔓と呼ばれる仲介者を経由しなければならないなど、基本的に以下の順番を経る。
1. 起こりと呼ばれる依頼人が蔓に代金と標的、事情を話し、殺しを依頼する
2. 蔓はその話の内容から仕事として成り立つかを見極める
3. 蔓は難易度や状況など、依頼に合った仕掛人に対して依頼を持ちこむ
4. 依頼を受けた仕掛人は前金（半金）を受け取る
5. 標的を暗殺する
6. 蔓は仕掛人に後金（半金）を払う

頼み料は難易度や事情によっても異なるが、梅安の場合では最高で300両、最低で20両。概ねは50両から150両の間で推移していた。この内、半分を蔓が取り、残り半分が仕掛人の報酬となる。ただし、この半分もさらに前金と後金の半分にされ、依頼の達成によって全額が払われる仕組みとなっている。また、仕事を請けて前金を受け取った場合、原則として降りることはできず、死んでもやりとげねばならない。
また、仕掛けの定法として仕掛けに必要なこと以上の情報は仕掛人に伝えないというものがあり、基本的に仕掛人はその依頼の背景や頼み人も知らず、ただ教えられた標的を殺害するだけである。このため、その依頼が妥当かどうかは蔓の信用の高さや、仕掛人と蔓の信頼関係の厚さにより、作中でもしばしばテーマになる。作中に登場して梅安に依頼する蔓は、梅安が理不尽な殺しを嫌うことを前提としており、そのような殺しの依頼はしないか、そもそも引き受けない。このため、蔓が騙して理不尽な殺しをさせようとしたり、調査に手抜かりがあって危うく誤った人物を殺害しそうになるなど、両者の関係を破壊するようなことが発覚した場合、蔓が処断されることもある（『梅安晦日蕎麦』など）。

### 用語
本作では『鬼平犯科帳』の盗人用語のように、作者の池波による造語が登場する。
仕掛け・仕掛人（しかけ・しかけにん）
暗殺の隠語。本作では仲介者を経て金の受け渡しをする殺人請負を仕掛けと呼び、これを行う暗殺者を仕掛人と呼ぶ。『おんなごろし』では「仕掛屋」と呼ぶ場合もあると説明されている（作中、使用例無し）。
蔓（つる）
頼み人（起こり）から殺しの依頼を引き受け、仕掛人との仲介を行う者。その内容だけに香具師の元締や暗黒街の顔役など、大物が務めていることが多く、単に「元締」とも呼ばれることも多い。蔓は頼み金の半金を受け取り、起こりが適切なものであることを保証し、場合によっては仕掛けの準備なども行い、仕掛人をサポートする。
起こり（おこり）
仕掛けを依頼する人。依頼人の素性や依頼理由は様々である。

## 時代設定と他の池波作品との関係
本作の時代設定は江戸幕府第11代将軍・徳川家斉の治世下である1799年（寛政11年）から始まり、最終作となる『梅安冬時雨』では1806年（文化3年）となっている。
他の作品と比較すると、田沼時代がメインとなる『剣客商売』（安永6年〈1777年〉から天明4年〈1784年〉）や、長谷川平蔵が火付盗賊改役であった期間である『鬼平犯科帳』（天明7年〈1787年〉から寛政期〈1789年から1801年〉）のやや後の時代となっている。
共通する人物として秋山小兵衛の親友・牛堀九万之助や金子孫十郎がおり、小杉十五郎は、牛堀九万之助の弟子で、牛掘亡き後の後継者争いに巻き込まれることとなる。『鬼平犯科帳』などで盗人用語として良く知られる作者の造語は本作でもよく用いられ、反対に「仕掛人」や「蔓」といった本作特有の造語も、他作品でしばしば用いられている。『剣客商売』で秋山小兵衛が「仕掛人」について否定的なコメントをするなど、仕掛人自体の存在もおぼろげながら知られている設定になっている。また、両作品と比較すると実在の人物や実在のできごとが引き合いに出されることは少ない。

## 仕掛人・藤枝梅安シリーズ
- 殺しの四人（短編集） - 1973年（昭和48年）3月刊
  - おんなごろし
  - 殺しの四人
  - 秋風二人旅
  - 後は知らない
  - 梅安晦日蕎麦
- 梅安蟻地獄（短編集） - 1974年（昭和49年）5月刊
  - 春雪仕掛針
  - 梅安蟻地獄
  - 梅安初時雨
  - 闇の大川橋
- 梅安最合傘（短編集） - 1977年（昭和52年）10月刊
  - 梅安鰹飯
  - 殺気
  - 梅安流れ星
  - 梅安最合傘
  - 梅安迷い箸
  - さみだれ梅安
- 梅安針供養（長編） - 1979年（昭和54年）8月刊
  - 銀杏落葉
  - 白刃
  - あかつきの闇
  - その夜の手紙
  - 地蔵堂の闇
  - 寒鯉
- 梅安乱れ雲（短編+長編） - 1983年（昭和58年）5月刊
  - 梅安雨隠れ（短編）
  - 梅安乱れ雲（長編）
    - 寒鴉
    - 凶刃
    - 東海道の雲
    - 瀬戸川団子
    - 薬湯と白飴
- 梅安影法師（長編） - 1987年（昭和62年）5月刊
  - 殺気の闇
  - 三人の仕掛人
  - 稲妻
  - 春雷
  - 逆襲
  - 菱屋の黒饅頭
- 梅安冬時雨（長編） - 1990年（平成2年）6月刊
  - 鰯雲
  - 師走の闇
  - 為斎・浅井新之助
  - 左の腕
  - 襲撃

作者の死去により未完。

## テレビ時代劇

### 時代劇スペシャル 仕掛人・藤枝梅安
フジテレビの『時代劇スペシャル』枠で放送された。タイトルは原作と同じく、中黒「・」を用いる。
- サブタイトルと放送日（2時間枠、全7本）

1. 梅安蟻地獄（1982年〈昭和57年〉1月22日）
2. 梅安流れ星（1982年4月16日）
3. 梅安迷い箸（1982年10月15日）
4. 梅安晦日蕎麦（1983年〈昭和58年〉1月7日）
5. 梅安針供養（1983年4月15日）
6. 梅安岐れ道（1983年7月15日）
7. 梅安乱れ雲（1983年11月3日）

- フジテレビ系列
- 制作：東宝
- 監督：児玉進、小野田嘉幹
- 脚本：安倍徹郎、星川清司、保利吉紀、櫻井康裕
- 音楽：渡辺岳夫
- 出演
  - 藤枝梅安：小林桂樹
  - 彦次郎：田村高廣
  - 音羽の半右衛門：中村又五郎
  - 小杉十五郎：柴俊夫
  - おもん：神崎愛
  - おせき：賀原夏子
  - ナレーター：芥川隆行

### 仕掛人 藤枝梅安（水曜夜8時の時代劇枠）
原作にある中黒「・」は用いない。
- サブタイトルと放送日と視聴率[1]（2時間枠、スペシャル2本を含む、全7本）

1. （サブタイトル無）（1990年〈平成2年〉12月26日）（13.9%）
2. 壱 梅安二人旅（1991年〈平成3年〉10月9日）（16.3%）
3. 弐 梅安仕掛針（1991年10月16日）（17.3%）
4. 参 梅安流れ星（1991年10月23日）（15.2%）
5. 四 梅安迷い箸（1991年10月30日）（13.9%）
6. 五 さみだれ梅安（1991年11月6日）（15.2%）
7. 対決（1993年〈平成5年〉10月6日）（13.0%）

- フジテレビ系列
- 制作：国際放映
- 企画：能村庸一、香取雍史
- 監修：市川久夫
- プロデューサー：鈴木哲夫、古屋克征
- 監督：杉村六郎、三村晴彦、吉田啓一郎
- 脚本：安倍徹郎、古田求
- 音楽：桜庭伸幸
- 選曲：合田豊
- 殺陣：宇仁貫三
- スタジオ：東宝ビルト、生田スタジオ
- 大道具：ケイエッチケイアート
- MA：東宝サウンドクリエイティブスタジオ
- 現像・テレシネ：ソニーPCL
- 出演
  - 藤枝梅安：渡辺謙
  - 彦次郎：橋爪功
  - 音羽の半右衛門：田中邦衛
  - 小杉十五郎：阿部寛（TVシリーズ以降）、中村橋之助（1990年のスペシャルのみ）
  - おもん：美保純
  - おせき：園佳也子（1990年のスペシャルのみ）、五月晴子（TVシリーズ以降）
  - ナレーター：仲谷昇（TVシリーズ以降）、北村和夫（1990年のスペシャルのみ）

### 土曜プレミアム『仕掛人 藤枝梅安』
原作にある中黒「・」は用いない。
- 放送日時：2006年（平成18年）11月4日 21:00～22:54
- 原作タイトル：「梅安蟻地獄」「闇の大川橋」
- フジテレビ系列
- 制作：フジテレビ、松竹
- 監督：林徹
- 脚本：田村惠
- 音楽：石田勝範
- 美術監修：西岡善信
- 殺陣：宇仁貫三
- 製作協力：松竹京都映画
- 企画：能村庸一、武田功
- プロデュース：保原賢一郎、足立弘平
- 出演
  - 藤枝梅安：岸谷五朗
  - 彦次郎：小日向文世
  - 近江屋佐兵衛：本田博太郎
  - 小杉十五郎：原田龍二
  - おもん：高岡早紀
  - おせき：鷲尾真知子
  - 豊治郎：山崎銀之丞
  - お吉：小松みゆき
  - 作蔵：音尾琢真
  - 金蔵：木下ほうか
  - 吾平：本城丸裕
  - お仲：中山忍
  - 小村万衛門：菅原大吉
  - 田口十蔵：隆大介
  - 安部主税之助：浜田学
  - 菊之助：吹越満
  - 安部長門守：石橋蓮司
  - 音羽の半右衛門：藤田まこと
  - ナレーター：平泉成
  - その他：かとうあつき、渋谷天外（与助）

## 映画（1981年）
1981年公開の日本映画。主演：萬屋錦之介、監督：降旗康男。製作、東映・東映太秦映画村、配給、東映。タイトルは「仕掛人梅安」で、「・藤枝」を省いている。萬屋錦之介、最後の映画主演作（最後の出演映画は、1989年の『千利休 本覺坊遺文』）。併映『ちゃんばらグラフィティー 斬る!』。

### スタッフ
- 監督：降旗康男
- 企画：高岩淡、佐藤雅夫、豊島泉、巽治郎
- 脚本：田中陽造、志村正浩
- 音楽：渡辺茂樹
- 制作：東映

### キャスト
- 藤枝梅安：萬屋錦之介
- 彦次郎：中村嘉葎雄
- 小杉十五郎：五代高之
- 近江屋佐兵衛：伊丹十三
- お園：小川真由美
- お咲：真行寺君枝
- おもん：宮下順子
- 安部長門守：中村勘五郎
- 安部主税之助：中尾彬
- 土屋主水：御木本伸介
- 山城屋伊八：柴田侊彦
- 井坂権八郎：岩尾正隆
- 宮部数馬　：津田和彦
- 音羽屋半右衛門：藤田進

### 製作

#### 企画
企画は岡田茂東映社長。当初は1981年の正月映画として公開を構想し、岡田が池波正太郎に会い製作を決めた。萬屋錦之介も映画化を希望。岡田と錦之介は、岡田が京都撮影所長時代に外様の鶴田浩二を中心とした製作スケジュールを組んだことに錦之介が感情的になり、ここから仲違いするようになって、錦之介が自分のグループを作ったことが俳優クラブに発展し、会社とグループの板挟みに遭い東映退社に追い込まれたというシコリがあった。岡田社長が、岡田にとっても錦之介にとっても弟分、親友である当時フリーだった沢島忠に「久しぶりに東映で監督しろ」と声をかけていたが、池波が、「沢島という監督はしらない。代えてくれ」とクレームを付け、監督は池波の希望する降旗康男に交代した。若き日には岡本喜八らと並び称され、今なお時代劇ファンには高く評価されている沢島だが、大作経験が殆どないまま映画界を退いていたこともあり、洋画中心の映画ファンである池波の記憶に残っていなかった。また、少し前に映画化された「雲霧仁左衛門」「闇の狩人」の出来栄えに池波が怒りに近い不満を抱き、人選に神経質になっていたことも沢島には災いした。
1981年の正月興行は東映内部で紛糾し（『青春の門）』参照』）、本作は宣伝部から「やや地味」と評価され、製作発表では正月第二弾と発表されたが、後ろに押し出され、岡田社長は2月公開に変更し、1981年に原作ものを連打してダッシュを図ろうという目論み、講談社の時代もので一番売れていた池波正太郎の原作を映画化し、出版社と宣伝もガッチリ組んで売り込むというプランを立てていた。また併映作『ちゃんばらグラフィティー 斬る!』と合わせ、6月封切りの大作『魔界転生』との流れで、うまく絡めて売り込めば時代劇への新しい興味を刺激できると期待した。しかしこの2月公開予定もさらに後ろに延ばされ、1980年12月に東映本社であった番組予定発表では、1981年4月4日公開と発表された。

#### 降旗監督の起用
降旗の監督起用は必須条件となったが、降旗は1980年9月に『駅 STATION』の挨拶で有楽町東宝本社に松岡功社長を訪ね、その足で近所である銀座東映本社の岡田社長に挨拶に行った。東映育ちの降旗が初めて東宝で映画を撮ることになり、当時はフリーになっていたが、仁義を通すための挨拶だったが、岡田から見れば「カモネギ状態」。しかし降旗はこの年12月のクリスマスイブに北海道札幌で『駅 STATION』のクランクインが決まっていたため、制作期間が充分でないことから最初は「ムリ」と断ったが「『駅 STATION』に入る前に終わらせるようにするから」と説得され引き受けた。しかしホン直しが上手くいかず、岡田社長の部屋で、「やめよう」という話になり、降旗が「じゃあ僕は明日から東宝へ行きますので」と部屋を出た。1階降りた企画製作部に寄ると、そこで酒盛りをやっていて一緒に1時間ぐらい飲んでいた。降旗は東映の監督では「東の降旗、西の山下耕作」と呼ばれた酒豪。岡田社長から「ちょっと社長室に来てくれ」と呼び戻され、「どうしてもやらなければならない事情があるから頼むよ」と言われた。1965年の組合騒動と岡田が時代劇映画の製作中止を決めたことで、岡田と錦之介は袂を分かったが、錦之介にとって岡田は育ててくれた恩人で、兄貴分とも叔父貴分ともいえる存在に変わりなかった。錦之介が社長を務める『中村プロダクション』に岡田は資金援助もしていた。降旗は「そのまま（企画製作部に)立ち寄らず帰っていたら監督を引き受けてなかったと思う」と話している。結局、本来『駅 STATION』の準備に企てなければいけない期間に本作の撮影をさせられた。降旗は『駅 STATION』のスタッフとの顔合わせも出来ず。ロケハンにも全く参加出来ず、ロケハンは田中寿一プロデューサーと木村大作、高倉健の3人でやり、撮影準備は木村がほとんどやったという。

#### 製作発表
1980年11月11日、東映本社8階会議室で、岡田東映社長、池波正太郎、降旗康男、萬屋錦之介、伊丹十三、小川真由美、真行寺君枝らが列席し、製作発表会見が行われた。降旗は「私を選んで貰い、大変光栄だ。西部劇のようなダイナミックなアクションを盛り込んだ痛快なものになれば」と話し、萬屋は「チャンバラは昔から興味があったので梅安を演じることに誇りと感謝の気持ちでいっぱいだ。梅安の昼と夜とガラリと変る性格に挑む。映画のために10キロ減量した」などと話した。梅安の敵役に扮する伊丹十三は「悪役を演じられるということは俳優として全てのものを発揮できるということで、非常に嬉しい。時代劇が少なく寂しく思っていた。父も時代劇を撮り続けていたので、私も時代劇に出るからには、面白いものにしたい」と話した。伊丹十三と中村嘉葎雄は降旗が希望したキャスティング。本作は小川真由美、真行寺君枝、宮下順子と主要キャストに三人の女優が出演するが、小川が「私のが一番悪い女なんですよ。だから何回も代えて下さいと（プロデューサーに）頼んだのに代えてもらえなかった」と恨みごとを言った。小川と中村兄弟は歌舞伎座の舞台で共演してから7年ぶりの、映画では初共演であったが、舞台での共演の際、小川と中村嘉葎雄が親しくなり、それを錦之介が注意したことがあり、以後、敬遠しあっていた。会見の最後に梅安に扮する錦之介の断髪式が行われ、池波の鋏で見事な坊主頭を披露した。

#### 撮影
萬屋錦之介のスケジュールも押し迫り、慌ただしくホン直しや撮影準備に入った。撮影に充てられた日数は20日間程度。キャメラの宮島義勇は錦之介が連れてきたもので、降旗は宮島だと20日で撮影するのは難しいと力説したが、錦之助が強引で、降旗も新人の頃、宮島に世話になっていたため受け入れた。宮島は当時71歳で体も少し弱っていたが、東映の若い撮影・照明スタッフに自身の技術を伝えようと実地授業を行いながら撮影をするため撮影が押した。本作は名キャメラマン・宮島義勇の劇場公開映画としては最後の撮影作品である。12月23日にあと1日撮影が残る状況になったが、宮島が「あとは俺たちで撮るから行けよ」と言うので、降旗は京都から急ぎ札幌に行った。その後降旗は『駅 STATION』のスケジュールを縫って『仕掛人梅安』の音楽録りやダビングを行った。錦之介は撮影前に長崎で舞台をやっていて、降旗は錦之介と1回しか打ち合わせが出来ず、梅安をどのように演出するのかはっきりしないまま撮影に入り、降旗は納得のいかない出来になってしまったと述べている。　

### 興行
岡田東映社長は1981年の東映ラインナップとして、原作ものを連打し、4月に本作『仕掛人梅安』、夏に伊藤左千夫原作・松田聖子主演で『野菊の墓』、秋には徳間康快から提携申し入れがあった勝目梓原作・村川透監督の『獣たちの熱い眠り』、同じ秋に1981年初めに既に研究準備中だった宮尾登美子原作・五社英雄監督の『鬼龍院花子の生涯』を並べたいというプランを述べていた。東映宣伝部は「やや地味」という評価で、併映の『ちゃんばらグラフィティー 斬る!』が意外に引き合いが多く、『ちゃんばらグラフィティー 斬る!』とのセットで売り込んだ。

### 興行成績
大コケ。1981年の東映は正月の『青春の門』のヒット以降は、『ダンプ渡り鳥』など大ゴケ続きで、6月の『魔界転生』でようやく大ヒットが出た。

### エピソード
- 降旗は本来、受けるつもりのなかった本作の監督を引き受けたため、『駅 STATION』の準備がほとんど出来なかった[23]。このため『駅 STATION』の撮影・木村大作が降旗に「俺の位置を聞かせて下さい」と聞いたら、当時の読売ジャイアンツの藤田元司監督、王貞治助監督、牧野茂ヘッドコーチによる「トロイカ体制」を倣い、降旗が「王助監督でお願いします」と答え、「分かりました」と木村がロケハンなど前準備を全部して『駅 STATION』クランクインから即、撮影に入れた。『駅 STATION』は、降旗と木村の打ち合わせはほぼなしで、木村が「このシーンはここで撮ります」と言ってどんどん現場を進めていき、降旗はずっと後ろから見ている状態で、以降のコンビ作品もこの感じの撮影方法だという[23]。

### 備考
- 本作の劇中音楽は全て渡辺茂樹の手に依るものだが、後にこの劇中音楽のほとんどが、やはり渡辺茂樹が劇中音楽を手掛けていた『影の軍団II』以降の『影の軍団』シリーズ全作に流用される形で使用されている（最終作の『幕末編』まで）。
- 中村嘉葎雄は第5回日本アカデミー賞で本作他「陽炎座」、「ラブレター」、「ブリキの勲章」で最優秀助演男優賞を受賞。

## 映画（2023年）
2021年3月12日に、帝国ホテルにて同じく池波原作の『鬼平犯科帳』と共同で製作発表が行なわれた。河毛俊作が監督、豊川悦司が主演をそれぞれ務める。2022年1月から3月にかけて2部作を同時撮影し、2023年2月3日と4月7日にそれぞれ公開。
パンフレットは2作分を1冊にまとめたものが発売された。

### キャスト（2023年）
- 藤枝梅安：豊川悦司
- 彦次郎：片岡愛之助
- おもん：菅野美穂
- 下駄屋の金蔵：でんでん
- おだい：鷲尾真知子
- 梅吉：田中奏生
- 与助：小野了
- おせき：高畑淳子
- 津山悦堂：小林薫

#### 第一作ゲスト
- お香：中村ゆり
- 伊藤彦八郎：石丸謙二郎
- 石川友五郎：早乙女太一
- 善四郎：田山涼成
- お里：吉田美佳子
- 嶋田大学：板尾創路
- 田中屋久兵衛：大鷹明良
- 大工の孫六：六角精児
- 御座松の孫八：趙珉和
- お吉：凛美
- お吉（幼少期）：田中乃愛
- お千枝：井上小百合
- 善達和尚：若林豪
- お美代：朝倉ふゆな
- 羽沢の嘉兵衛：柳葉敏郎
- おみの：天海祐希

#### 第二作ゲスト
- 佐々木八蔵：一ノ瀬颯
- 木村平次：吉田智則
- 岡部耕介：久保勝史
- 上島辰之助：大塚航二朗
- 石山文吾：浜田学
- お芳：小林綾子
- 村木勝蔵：金井勇太
- おひろ：高橋真悠
- 白子屋菊右衛門：石橋蓮司
- お崎：高橋ひとみ
- 攫われてきた少年：高橋來
- おるい：篠原ゆき子
- 長谷川平蔵：松本幸四郎
- 峯山又十郎、井坂惣市：椎名桔平
- 井上半十郎：佐藤浩市

### スタッフ（2023年）
- 原作：池波正太郎『仕掛人・藤枝梅安』（講談社文庫刊）
- 監督：河毛俊作
- 脚本：大森寿美男
- 音楽：川井憲次
- 製作：石原隆、米倉英一、小林智、浅田靖浩、松下幸生、小川悦司、戸辺久之、飯田義典、小川泰、坂本裕寿、雑賀和美、高見洋平、近藤豐和、一瀬文秀、小野剛、深川辰巳、加藤光淑、中西一雄、齊藤哲人、石塚真人、林寛子、齋藤秋水、田野口希、前田俊広、山本耕、細井俊介、吉村俊造、門野隆弘、稲木甲二、青柳洋治 、尾谷牧夫、嶋田充郎、河津延雄、川原泰博、若松誠、川上伸一、大澤徹也、宮崎昌治、桑田一郎、外山衆司、酒井美樹男、横山淳
- エグゼクティブ・プロデューサー：宮川朋之
- プロデューサー：吉條英希、田倉拓紀、高橋剣
- アソシエイトプロデューサー：菅谷和紀
- 協力プロデューサー：芦田淳也
- 撮影：南野保彦
- 美術：吉澤祥子
- 照明：奥田祥平
- 録音：松本昇和
- 編集：野澤瞳
- 殺陣：清家三彦
- 装飾：三木雅彦
- 記録：堤眞理子
- 監督補：山本一男
- VFXシニアスーパーバイザー：尾上克郎
- VFXプロデューサー：結城崇史
- VFXスーパーバイザー：田中貴志、進威志
- 料理監修：野崎洋光、吉田忠康
- 衣装デザイン：宮本まさ江
- DIT：山口哲史
- 宣伝プロデューサー：田倉拓紀
- グラフィックデザイン：青木克憲、豊島恵輔、土屋佳太
- コピーライター：前田知巳
- 宣伝：日比野知子、榎本まりな、永富康太郎、宮田美帆、西原美幸、増川直美、太田佳喜
- 宣伝協力：Yagi Rock、吉村麻美
- 予告編制作：樋口真嗣、Throne Inc.
- スチール：江森康之
- 製作主任：田中千穂子
- プロデュース補：見戸夏美
- 製作担当：谷敷裕也
- 企画協力：オフィス池波、石塚晃都、鶴松房治、講談社
- 配給：イオンエンターテイメント
- 製作プロダクション：東映京都撮影所
- 製作：「仕掛人・藤枝梅安」時代劇パートナーズ（時代劇専門チャンネル、スカパー!、NTTドコモ、イオンエンターテイメント、クオラス、関西テレビ放送、朝日新聞社、中日新聞社、BSフジ、読売新聞社、京都新聞、講談社、産経新聞社、西日本新聞社、毎日新聞社、東海テレビ放送、アシスト、カルチュア・エンタテインメント、リイド社、秋田テレビ、石川テレビ放送、岩手めんこいテレビ、岡山放送、鹿児島テレビ放送、岐阜放送、KBS京都、サガテレビ、サンテレビジョン、仙台放送、千葉テレビ放送、テレビ愛媛、テレビ神奈川、テレビ熊本、テレビ埼玉、テレビ静岡、テレビ新広島、テレビ長崎、テレビ西日本、テレビ北海道、長野放送、福井テレビジョン放送、福島テレビ）

## 劇画

### さいとう・たかを版
2001年、リイド社の漫画誌『増刊コミック乱』7月号（創刊号）にて、さいとう・たかを作画、北鏡太脚色のもと連載が開始された。タイトルは『仕掛人 藤枝梅安』で、原作にある中黒「・」は用いない。連載開始当初は1回80ページであった。同誌上で16話連載後、2003年に『増刊コミック乱』が『コミック乱ツインズ』と改称して改めて創刊、本作も第17話から同誌に掲載され、以後同誌の看板作品としてたびたび巻頭カラーを飾り、2015年1月号まで連載された。全142話。前後編の挿話が11話、3部作が1話あるため、連載回数は計155回（連載末期には1回40ページとなっていた）。中心人物の一人である小杉十五郎が松平定信に召抱えられる、鍼医としての梅安の弟子となる芳太郎の登場など、独自改変も加えられている。
掲載誌の看板作品として、池波の原作全てを劇画化した後も連載が続き、「原案・池波正太郎」と明記の上で、脚本家によるオリジナルストーリーを劇画化する形式に移行した。脚色は長く北が一手に執筆してきたが、単行本第26巻収録話以降、山田誠二が加わり、さらに會川昇（第27巻収録話より）、粕谷秀夫（第34巻収録話より）も加入、連載末期には北を中心に4人の脚本家がいた（26巻以降、最新35巻まで毎巻担当話を掲載しているのは北のみ）。
単行本はリイド社発行（「SPコミックス」レーベル）で、2016年（平成28年）8月時点で第35巻まで刊行されている。その他、約2か月ごとに掲載誌の増刊として、掲載誌と同じB5判で“雑誌判総集編”も発行（1号に5 - 6話収録）、また不定期にコンビニコミック（「SPコミックスポケットワイド」レーベル）も多数発行されている。
21世紀におけるさいとうの執筆活動は、本作と『ゴルゴ13』『鬼平犯科帳』3作の長期連載を柱としていたが、本作は3作の中で唯一、さいとう存命中に連載を終了することになった。これは本作の作画の主担当であったチーフアシスタントの武本サブローが2008年3月、同じくゴルゴ13や鬼平犯科帳の作画を担当していたチーフアシスタントの石川フミヤスが2014年11月に死去したことが一因となって、さいとうの作業量が石川死去後に増加し、さいとうの高齢（石川死去時にさいとうは78歳）による体力的な負担などから、3作品連載の同時進行が困難となったことによる。そのため本作は2015年2月から一旦休載する形となり、掲載誌同年3月号で読者に長期休載が告知された。休載告知時には、作者の負担軽減のための休載であり近日中に連載を再開する意向が記されていたが、約1年の休載を経て2016年4月号にて、作者の体力的な限界から連載再開を断念、正式に連載を終了することが告知された（告知文ではさいとうによる文章で「『梅安』は僕にとって大事な作品」とも記されている）。
上記の経緯で連載終了となり、物語としては未完であることもあって、連載終了時点で単行本に収録されたのは2014年11月号掲載分までで、同年12月号、2015年1月号に掲載された最終掲載分2話は2023年に入っても単行本には未収録のままであるが、SPコミックスポケットワイド『仕掛人 藤枝梅安 梅安無惨針』（2016年8月29日発売）に収録されており、掲載号の入手以外でも読むことは可能となっている。

### 武村勇治版
『コミック乱ツインズ』では2016年6月号から、武村勇治の作画による『仕掛人 藤枝梅安』がさいとう版に代わって連載された。さいとう版の連載終了は前々号の同年4月号で告知されたが、次の5月号で新たに武村版『仕掛人 藤枝梅安』を連載する旨が告知され、同時に本作についてのさいとうと武村との対談記事も掲載された。連載開始号表紙には“梅安 新生”と銘打たれた。第1話は原作、さいとう版同様に「おんなごろし」。さいとう版では結末までを1話で80ページ一挙に描いたが、武村版は1回のページ数が約半分のため、7月号までの前後編構成となった。武村版の作者表示は、漫画・武村勇治/原作・池波正太郎 のみで、脚色者名表示はない。その後約5年連載されて池波の絶筆「梅安冬時雨」までが描かれ、2021年12月号にて最終回を迎えた。物語構成としてはさいとう版と異なり、原作準拠で進行し、原作を全て劇画化した事で完結となった。基本的には原作に忠実だったため、武村版独自のアレンジは控えめだったが、アレンジとしては、終盤で小杉十郎太が変名として西村左内（『殺しの掟』の登場人物で、ドラマ必殺シリーズで藤枝梅安と共闘した若い浪人）を名乗るなどが挙げられる。
また、同じ雑誌でグルメスピンオフ作品『仕掛人 めし噺 ～藤枝梅安歳食記～』を2022年4月号から2023年3月号にかけて連載している。

## アレンジ作品
本作が原作となっており梅安が登場するが、タイトルが異なり、また大きくアレンジされている作品がある。
※梅安役別に示す。
- 緒形拳
  - テレビドラマ『必殺仕掛人』1972年（昭和47年）9月2日 - 1973年（昭和48年）4月14日（全33回）
  - 映画『必殺仕掛人 梅安蟻地獄』1973年（昭和48年）9月29日公開
  - 映画『必殺仕掛人 春雪仕掛針』1974年（昭和49年）2月16日公開
- 田宮二郎
  - 映画『必殺仕掛人』1973年（昭和48年）6月9日公開